# Sonhar É Fácil
Sonhar É Fácil é uma longa-metragem portuguesa, realizada por Perdigão Queiroga, no ano de 1951.

## Elenco
- António Silva - Silva
- Laura Alves - Rosinha
- Emílio Correia - Tomé
- Eugénio Salvador - Piriquito
- Emília Villas - Matilde
- Maria Olguim - Adelaide
- Vasco Morgado - João
- Augusto Fraga - Dr. Aires
- Artur Agostinho - Dr. Sequeira

entre outros,